# Santiago, Chiapas
Santiago är en ort i Mexiko.   Den ligger i kommunen Villa Corzo och delstaten Chiapas, i den sydöstra delen av landet, 700 km sydost om huvudstaden Mexico City. Santiago ligger 559 meter över havet och antalet invånare är 624.
Terrängen runt Santiago är huvudsakligen kuperad, men den allra närmaste omgivningen är platt. Runt Santiago är det glesbefolkat, med 19 invånare per kvadratkilometer. Närmaste större samhälle är San Pedro Buenavista, 12,5 km sydväst om Santiago. Omgivningarna runt Santiago är en mosaik av jordbruksmark och naturlig växtlighet.